# アーク有限責任監査法人
アーク有限責任監査法人（アークゆうげんせきにんかんさほうじん、ARK LLC）は、日本における中堅監査法人である。

## 概要
中堅の明治監査法人とアーク監査法人が2016年（平成28年）1月4日に合併し設立された。存続監査法人は明治監査法人。海外提携先は世界13位のクレストン・インターナショナルであり、アーク監査法人のものを引き継いでいる。明治監査法人は大日本印刷等の大口クライアントを数多く保有していたものの、海外提携先が存在しなかった。
更に同年7月1日には聖橋監査法人と合併。これにより設立半年で、上場企業30社以上を擁する最大の中堅監査法人となった。旧明治監査法人は日本橋オフィス、旧アーク監査法人は新宿オフィスにそれぞれ本部を置いていたため、設立当初は主たる事務所を日本橋オフィス・従たる事務所を新宿オフィスとしていたが、聖橋との合併と同時に事務所を新宿オフィスへ一本化した。
その後も毎日新聞グループなどをクライアントとする近畿第一監査法人と合併するなど、短期間でM&Aを繰り返し急速に規模を拡大させつつあり、業務収入は大手・準大手法人に次ぐ第9位である。
- 主たる事務所（新宿オフィス） - 東京都新宿区西新宿1-23-3　廣和ビル6階
- 人員数 - 2025年5月1日現在 非常勤25名含む210名（うち社員43名、公認会計士職員62名、公認会計士試験合格者45名）
- クライアント数 - 2025年5月1日現在 120社（うち上場監査62社）

### 主な金商法監査クライアント
有価証券報告書より、最近の監査報酬上位10社を以下に示す。
| 順位 | 会社名                         | 業種       | 2024年度監査報酬 | 前身所属ならびに監査継続期間                                           |
| ---- | ------------------------------ | ---------- | ---------------- | ---------------------------------------------------------------------- |
| 1    | 大日本印刷                     | その他製品 | 2億6,600万円     | 1983年5月期以降（明治系列）                                            |
| 2    | 小糸製作所                     | 電気機器   | 9,500万円        | 2010年3月期以降（水野刀治事務所・櫻井欣吾事務所・長澤明郎事務所→明治） |
| 3    | 歯愛メディカル                 | 卸売       | 9,500万円        | 2023年12月期以降（あずさ→アーク）                                      |
| 4    | 丸善CHIホールディングス        | 小売       | 7,000万円        | 2011年1月期以降（トーマツ→明治）                                       |
| 5    | 日本ピグメントホールディングス | 化学       | 5,900万円        | 1975年以降（聖橋系列）                                                 |
| 6    | 岡部                           | 金属製品   | 5,800万円        | 2020年12月期以降（大手門会計事務所→アーク）                            |
| 7    | パイロットコーポレーション     | その他製品 | 5,700万円        | 2005年12月期以降（茂木事務所・山田享弘事務所→アーク）                  |
| 8    | 東光高岳                       | 電気機器   | 5,200万円        | 1983年以降（明治系列）                                                 |
| 9    | リズム                         | 精密機器   | 4,800万円        | 2021年3月期以降（トーマツ→アーク）                                     |
| 10   | ニチモウ                       | 卸売       | 4,700万円        | 1978年以降（聖橋系列）                                                 |

- 他、主要な会社法単独監査クライアントとして毎日新聞グループホールディングスなどがある。

## 沿革
- 1963年（昭和38年）12月 - 公認会計士堀江・森田共同監査事務所設立。
- 1967年（昭和42年）4月 - 塚原・工藤公認会計士事務所設立。
- 1975年（昭和50年）4月1日 - 聖橋監査法人設立[4]及び近畿第一監査法人設立[5]。
- 1982年（昭和57年）8月17日 - 公認会計士堀江・森田共同監査事務所及び塚原・工藤公認会計士事務所が合併し、明治監査法人設立。
- 1993年（平成5年）1月 - 三浦公認会計士事務所設立。
- 2004年（平成16年）3月3日 - 三浦公認会計士事務所を母体として、アーク監査法人設立。
- 2012年（平成24年）5月10日 - アーク監査法人が世界9位のクロウ・ホーワス・インターナショナルと提携。
- 2015年（平成27年）1月7日 - アーク監査法人とクロウ・ホーワスとの提携が解消[6]。
- 2015年（平成27年）2月6日 - アーク監査法人が世界13位のクレストン・インターナショナルと提携[7]。
- 2015年（平成27年）3月26日 - 明治監査法人とアーク監査法人の合併契約締結。
- 2016年（平成28年）1月4日 - 明治監査法人とアーク監査法人が合併し、明治アーク監査法人設立。
- 2016年（平成28年）7月1日 - 聖橋監査法人（千代田区外神田）を吸収合併[8]。
- 2019年（令和元年）7月1日 - 有限責任監査法人へ移行。同時に法人名をアーク有限責任監査法人へ改称[9]。浜松オフィスを開設。
  - 公認会計士法に基づく計算書類の監査証明が義務付けられる監査法人（業務収入10億円以上の有限責任監査法人）としては、4大監査法人・太陽有限責任監査法人に次ぐ6例目となった。
- 2020年（令和2年）4月1日 - 札幌オフィスを開設。
- 2020年（令和2年）7月1日 - 近畿第一監査法人（大阪市中央区谷町）を吸収合併[10]し、大阪オフィスを開設。
- 2022年（令和4年）7月1日 - 富山オフィス及び静岡オフィスを開設。
- 2024年（令和6年）5月1日 - 金沢オフィスを開設。